# Graves County
Graves County is een county in de Amerikaanse staat Kentucky.
De county heeft een landoppervlakte van 1.439 km² en telt 37.028 inwoners (volkstelling 2000). De hoofdplaats is Mayfield.

## Geboren
- Alben Barkley (Lowes, 1877-1956), vicepresident van de Verenigde Staten, senator, ambtenaar en openbaar aanklager